# 2840 Kallavesi
2840 Kallavesi este un asteroid din centura principală, descoperit pe 15 octombrie 1941 de Liisi Oterma.